# Notwehr (Deutschland)
Notwehr bezeichnet im deutschen Straf- und Zivilrecht diejenige Verteidigungshandlung, die erforderlich ist, um einen gegenwärtigen rechtswidrigen Angriff von sich oder einem anderen abzuwenden. Geregelt ist die Notwehr in § 32 des Strafgesetzbuchs (StGB), in § 15 des Gesetzes über Ordnungswidrigkeiten (OWiG) und im privatrechtlichen Bereich in § 227 des Bürgerlichen Gesetzbuchs (BGB). Beschränkt wird das Notwehrrecht durch die Kriterien der Erforderlichkeit und der Gebotenheit der Notwehrhandlung. Zudem ist durch Notwehr lediglich der Eingriff in Rechtsgüter des Angreifers gedeckt. Es findet nach ganz überwiegender Meinung keine Verhältnismäßigkeitsprüfung statt – anders als im Falle des Notstands.
Notwehr kann zum Schutz eigener und fremder Individualrechtsgüter ausgeübt werden, etwa Leib, Leben und Eigentum. Dem Notwehrrecht liegt das Rechtsbewährungsprinzip zugrunde. Es gestattet die Verletzung von Rechtsgütern des Angreifers und verpflichtet diesen zur Duldung der Abwehrmaßnahme. Aus diesem Grund ist eine durch Notwehr gerechtfertigte Handlung kein Unrecht. Im Vergleich zu anderen Rechtfertigungsgründen zeichnet sich das Notwehrrecht dadurch aus, dass es dem Handelnden sehr weitreichende Eingriffsbefugnisse einräumt.

## Entstehungsgeschichte
Das Notwehrrecht leitet sich aus dem antiken römischen Rechtsgrundsatz Vim vi repellere licet ab. (lateinisch; deutsch: „Gewalt darf mit Gewalt abgewehrt werden“). Im modernen Sprachgebrauch wird oft die Grundsatzformel „Das Recht braucht dem Unrecht nicht zu weichen“ (auch Rechtsbewährungsprinzip genannt) gebraucht. Damit wird das Notwehrrecht überhaupt begründet. Es hält einen wichtigen Grundsatz fest: Einem Angegriffenen ist es grundsätzlich gestattet, sich mit Gewalt zu wehren, auch wenn ihm Flucht als „mildestes Mittel“ der „Notwehr“ möglich wäre; er kann sich also wehren und braucht nicht zu weichen.
Ein Blick in die Historie zeigt, dass das Recht auf Notwehr nicht zu jeder Zeit selbstverständlich war. Intensiv untersucht und dokumentiert ist ein „Notwehrfall“ (mit tödlichem Ausgang für den Angreifer) aus dem Jahr 1805 in Schlesien: Ein Müller tötete einen einschlägig bekannten, kurz zuvor aus dem Strafvollzug entwichenen Räuber namens Exner, mit einem Messerstich, nachdem dieser einen Einbruch in die einsam gelegene Mühle versucht hatte. Das naturrechtlich und absolutistisch-obrigkeitsstaatlich geprägte allgemeine preußische Landrecht enthielt keine klaren Festlegungen über das Notwehrrecht, vielmehr war anerkannt, dass es im Ermessen der Richter stand oder der Gnade des Landesherrn unterlag. In einem langwierigen Prozess musste geklärt werden, ob in diesem Einzelfall Notwehr vorlag. Unter dem Druck der Öffentlichkeit und den Wirren der französischen Revolution, entbrannte eine kontrovers geführte, intensive Diskussion unter den führenden Rechtsgelehrten der Zeit. Im Ergebnis resultierte die noch heute gültige Formulierung der Notwehr im deutschen Recht. Dieser Fall war so bedeutend und hatte schon seinerzeit so weitreichende Konsequenzen, dass er im „Neuen Pitaval“ Aufnahme fand. Die Befürworter eines verbrieften Rechtes auf Notwehr verwiesen auf die Abwesenheit der Obrigkeit in Notwehrfällen und postulierten die noch heute gültigen bürgerlichen Rechte und Regularien. Die Gegner betonten die Möglichkeit des Missbrauchs und die Verletzung des staatlichen Gewaltmonopols. Die Diskussion darüber dauerte bis in die jüngste Zeit an. Die Definition des Notwehrexzesses und dessen zeitweilige Strafbewehrung sind Beleg dafür.
Das bayerische Strafgesetzbuch von 1813 forderte erstmals nicht mehr die Einhaltung der Grenzen verhältnismäßiger Abwehr. Das Notwehrrecht des § 32 StGB beruht auf § 41 des preußischen Strafgesetzbuchs von 1851. Diese Norm wurde ohne inhaltliche Änderungen in § 53 des Reichsstrafgesetzbuchs von 1872 überführt. Sie enthielt neben dem Rechtfertigungsgrund der Notwehr eine strafbefreiende Regelung zum Notwehrexzess. Im Rahmen der Großen Strafrechtsreform wurde durch das zweite Strafrechtsreformgesetz mit Wirkung zum 1. Januar 1975 die bis dahin in § 53 StGB enthaltene Notwehrregelung durch § 32 StGB abgelöst. Der Notwehrexzess ist seitdem in § 33 StGB geregelt.

## Funktion des Notwehrrechts
Das Notwehrrecht schützt nach in der Rechtswissenschaft vorherrschender Auffassung sowohl Individual- als auch Allgemeininteressen, deren Kombination die Eingriffsreichweite des Rechts begründet: Zum einen dient das Notwehrrecht dem Schutz des angegriffenen Rechtsguts. Zum anderen dient sie der Durchsetzung der Rechtsordnung. Vom ersten Prinzip aus sei eine Durchbrechung des staatlichen Gewaltmonopols geboten, wenn der Staat im Einzelfall nicht in der Lage sei, die Individualinteressen vor einer akuten Bedrohung zu schützen; vom zweiten Prinzip aus diene die Durchbrechung des staatlichen Gewaltmonopols dem Rechtsbewährungsprinzip und damit einer generalpräventiven Zwecksetzung. Nach einer abweichenden Auffassung dient das Notwehrrecht hingegen allein dem Schutz von Individualinteressen.

## Voraussetzungen der Notwehr nach § 32 StGB

### Notwehrlage
Das Notwehrrecht setzt gemäß § 32 Absatz 2 StGB voraus, dass eine Notwehrlage vorliegt. Hierbei handelt es sich um einen gegenwärtigen rechtswidrigen Angriff auf ein notwehrfähiges Gut.

#### Angriff auf ein Rechtsgut
Bei einem Angriff handelt es sich um die Bedrohung eines rechtlich geschützten Guts oder Interesses durch willensgetragenes menschliches Verhalten. Der Angriff kann sowohl vorsätzlich als auch fahrlässig erfolgen. Eine vorsätzliche Bedrohung von Leib und Leben liegt etwa vor, wenn der Angreifer dazu ansetzt, sein Opfer mit einer Waffe zu erschießen. Das unberechtigte Anfertigen einer Fotoaufnahme stellt einen Angriff auf das Recht am eigenen Bild dar. Das Anrauchen einer Person kann einen Angriff auf deren Ehre und Gesundheit darstellen. Fällt ein Tier einen Menschen an, stellt dies einen Angriff dar, wenn das Tier durch einen Menschen zur Attacke aufgehetzt wird. Auch in einem Unterlassen kann ein Angriff liegen. Unter welchen Voraussetzungen dies möglich ist, ist in der Rechtswissenschaft allerdings im Einzelnen umstritten. Nach den unterschiedlichen Ansichten stellt es jedenfalls dann einen Angriff dar, wenn der Täter als Garant verpflichtet ist, einen Erfolgseintritt abzuwenden.
§ 32 StGB erfasst lediglich solche Bedrohungen, die sich gegen Individualrechtsgüter richten. Als solche kommen insbesondere Leben, körperliche Unversehrtheit, Freiheit und Eigentum in Frage. Sofern ein Individualrechtsgut dem Staat zugeordnet ist, beurteilt sich seine Notwehrfähigkeit nach der Art der Zuordnung: Besitzt der Staat ein Rechtsgut als Fiskus, ist es nach den allgemeinen Regeln des § 32 StGB notwehrfähig. Dies trifft etwa auf Eigentum der öffentlichen Hand zu. Ist ein Gut dem Staat allerdings in seiner hoheitlichen Funktion zugeordnet, ist es nur dann nach § 32 StGB notwehrfähig, wenn es für diesen von grundlegender Bedeutung ist und dieser es nicht selbst schützen kann. Von vornherein nicht notwehrfähig sind schließlich Rechtsgüter der Allgemeinheit, etwa die Sicherheit im Straßenverkehr und die öffentliche Ordnung.
Kein Angriff liegt vor, wenn das bedrohte Gut lediglich in einem rechtsförmigen Verfahren geschützt ist. Daher liegt beispielsweise kein Angriff auf die Rechtsstellung eines Vermieters vor, wenn sich der Mieter nach Beendigung des Mietvertrags weigert, eine Wohnung zu räumen. In einem solchen Fall muss der Vermieter einen Räumungstitel in einem Gerichtsverfahren erwirken. Als Rechtfertigungsgrund kommt allerdings anstelle des Notwehrrechts eine zivilrechtliche Selbsthilfe in Frage.
Bei der Abwendung von Angriffen auf Rechtsgüter eines Anderen spricht man von Nothilfe (auch Notwehrhilfe). Deren Zulässigkeitsvoraussetzungen entsprechen grundsätzlich denen der Notwehr. Steht das angegriffene Rechtsgut allerdings zur Disposition seines Inhabers, scheidet eine Rechtfertigung durch Nothilfe wegen ihrer zumindest teilweise individualschützenden Zweckrichtung aus, wenn der Betroffene den Angriff dulden will. An der Disponibilität fehlt es beim Rechtsgut Leben. Umstritten ist in der Rechtswissenschaft, ob und in welchem Umfang eine staatliche Nothilfe zu Gunsten eines Beteiligten möglich ist. Als problematisch erweist sich, dass durch die Anwendung des § 32 StGB eine Umgehung der gefahrenabwehrrechtlichen Eingriffsermächtigungen mit ihren spezifischen Voraussetzungen droht. Nach überwiegender Auffassung räumt § 32 StGB allerdings auch Hoheitsträgern ein Recht zur Nothilfe ein, da dies den Schutz des angegriffenen Rechtsguts verbessert. Die Vereinbarkeit mit gefahrenabwehrrechtlichen Vorschriften stehe losgelöst daneben.

#### Gegenwärtigkeit des Angriffs
Ein Angriff ist gegenwärtig, sobald die Rechtsgutsverletzung unmittelbar bevorsteht, gerade stattfindet oder noch andauert.
Ein Angriff steht unmittelbar bevor, wenn der Angreifer durch sein Verhalten ein Rechtsgut ohne wesentliche Zwischenschritte in Gefahr bringen kann. Ein Indiz zur Beurteilung des unmittelbaren Bevorstehens enthält § 22 StGB. Hiernach gelangt ein Delikt ins Versuchsstadium, wenn der Täter zur Tat unmittelbar ansetzt, also aus seiner Sicht alle Schritte unternommen hat, um ein Rechtsgut ohne weitere wesentliche Zwischenschritte zu gefährden. Überschreitet der Täter die Versuchsschwelle, ist ein Angriff gegenwärtig. Allerdings ist das Überschreiten dieser Schwelle zwecks möglichst effektiven Schutzes des bedrohten Rechtsguts nicht erforderlich.
Gegenwärtigkeit liegt beispielsweise vor, wenn der Angreifer eine Schusswaffe an sich nimmt, um sein Opfer zu erschießen. Sie fehlt hingegen, wenn der Täter die Rechtsgutsverletzung lediglich ankündigt, sich jedoch noch zu weit vom Opfer entfernt befindet, um dieses gefährden zu können. Das Vorliegen einer dauerhaft gefährlichen Situation, etwa im Fall eines Familientyrannen, begründet allein noch keinen gegenwärtigen Angriff.
Der Angriff dauert solange an, bis er beendet ist, da bis zu diesem Zeitpunkt eine Vertiefung der Rechtsgutsverletzung möglich ist. Ein Diebstahl (§ 242 StGB) ist daher beispielsweise solange gegenwärtig, bis der Täter einen gefestigten Gewahrsam am Tatobjekt erlangt hat. Das Andauern eines Angriffs endet auch, wenn ein Versuch fehlschlägt.
Das Erfordernis der Gegenwärtigkeit steht nach überwiegender Auffassung der Anerkennung von Präventivnotwehr entgegen. Eine Situation der Präventivnotwehr liegt etwa vor, wenn eine Person erkennt, dass sie in absehbarer Zeit Opfer einer Straftat werden soll. Gegen die Zulässigkeit von Präventivnotwehr wird insbesondere angeführt, dass der Umfang der Befugnisse, die das Notwehrrecht dem Handelnden verleiht, eine restriktive Handhabung dieses Rechts notwendig mache. Auch eine andauernde Gefahr, die ein Notstandsrecht nach § 34 StGB begründen kann, ist grundsätzlich nicht gegenwärtig im Sinne des insofern enger gefassten § 32StGB.

#### Rechtswidrigkeit des Angriffs
Gemäß § 32 Absatz 2 StGB setzt eine Notwehrlage voraus, dass der Angriff rechtswidrig ist.
Umstritten ist in der Rechtswissenschaft, unter welchen Voraussetzungen Rechtswidrigkeit vorliegt. Nach vorherrschender Auffassung ist ein Angriff rechtswidrig, wenn er nicht von einer Erlaubnisnorm getragen ist, sodass der Angegriffene ihn nicht dulden muss. Den Maßstab bildet also der Erfolgsunwert der Tat. Nach einer in der Rechtslehre vertretenen Auffassung erfordert Rechtswidrigkeit zusätzlich, dass das Verhalten des Täters über Handlungsunwert verfügt, also einem Gebot der Rechtsordnung zuwiderläuft. Sie argumentiert, dass nur bei einem solchen Unrecht die Rechtsfolgen des Notwehrrechts angemessen seien.
Nicht rechtswidrig handelt, wer einen gesetzlichen Tatbestand in gerechtfertigter Weise erfüllt. So verübt etwa derjenige keinen Angriff, der ein fremdes Rechtsgut im Rahmen der Ausübung seines Notwehrrechts gefährdet.
Nach vorherrschender Auffassung muss der Angriff nicht schuldhaft oder in sonstiger Weise individuell vorwerfbar erfolgen, da § 32 Absatz 2 StGB dies nicht ausdrücklich fordert. Hiernach ist auch Notwehr etwa auch gegen Kinder und Volltrunkene möglich. Nach einer Gegenauffassung bedarf es allerdings gegenüber einem schuldlos Handelnden keiner Verteidigung der Rechtsordnung, sodass ein Notwehrrecht ausscheidet. Im Ergebnis gelangen beide Auffassungen oft zu ähnlichen Ergebnissen, da nach herrschender Auffassung die Schuldlosigkeit des Angreifers den Umfang des Notwehrrechts stark einschränkt (siehe Notwehr (Deutschland)#Gebotenheit der Notwehrhandlung).
Bei der Beurteilung einer hoheitlichen Diensthandlung als Angriff verwenden die Rechtsprechung und Teile der Literatur den strafrechtlichen Rechtswidrigkeitsbegriff. Hiernach gilt eine Amtshandlung strafrechtlich bereits dann als rechtmäßig, wenn der handelnde Beamte die sachliche und örtliche Zuständigkeit sowie wesentliche Förmlichkeiten einhält und entweder auf bindende Weisung seines Vorgesetzten oder aufgrund eigener pflichtgemäßer Ermessensausübung tätig wird. Auf weitere materiellrechtliche Voraussetzungen der jeweiligen Maßnahme, die sich aus dem einschlägigen Fachrecht ergeben, kommt es somit nicht an. So verneinte die Rechtsprechung beispielsweise das Vorliegen einer Notwehrlage, als sich eine Person gegen die Durchsetzung einer materiell rechtswidrigen Abschiebung durch Einsatz eines Messers wehrte. Diese als Irrtumsprivileg des Amtsträgers bezeichnete Einschränkung des Notwehrrechts wird zunächst damit begründet, dass gegen hoheitliches Handeln der Rechtsweg eröffnet ist. Zudem bestehe bei einem strengeren Maßstab die Gefahr, dass der Amtswalter aus Furcht vor Notwehr in seiner Entscheidungsfindung beeinträchtigt werde. Schließlich bestehe auch im Verwaltungsrecht die Pflicht zur Duldung des Vollzugs materiell rechtswidriger Verfügungen.

### Notwehrhandlung
Als Notwehrhandlung wird die Handlung bezeichnet, die der Verteidiger zur Abwehr des Angriffs vornimmt. Diese darf nur gegen den Angreifer selbst oder dessen Rechtsgüter gerichtet sein. Ein Eingriff in die Rechtsgüter Dritter kann damit nicht durch Notwehr gerechtfertigt werden. Nach der Rechtsprechung kann jedoch auch ein Eingriff in Güter der Allgemeinheit gerechtfertigt sein, wenn dieser erforderlich ist, um den Angriff abzuwehren. So bejahte die Rechtsprechung beispielsweise die Möglichkeit einer Rechtfertigung eines gefährlichen Eingriffs in den Straßenverkehr (§ 315b StGB), als der Angegriffene auf mehrere Personen zufuhr, um sich vor einem Angriff zu schützen.
Notwehr kann grundsätzlich sowohl in Form von Schutzwehr ausgeübt werden, als auch in Form von Trutzwehr. Bei ersterem beschränkt sich der Angegriffene auf die Abwehr des Angriffs. Bei letzterem geht er darüber hinaus aktiv gegen den Angreifer vor.

#### Erforderlichkeit der Notwehrhandlung
Notwehr berechtigt nur zur erforderlichen Verteidigung. Eine Verteidigung ist erforderlich, wenn sie das mildeste aus allen möglichen und gleich effektiven Mitteln darstellt, die sich dazu eignen, den Angriff sicher und endgültig zu beenden.
Den Ausgangspunkt der Beurteilung der Erforderlichkeit einer Notwehrhandlung bildet deren Eignung zur Abwehr des Angriffs. Geeignet ist eine Handlung, welche die Abwehr des Angriffs voraussichtlich erreicht oder zumindest fördern kann. Diese Prognose erfolgt von einem objektiven Standpunkt ex ante aus, wobei die Rechtsprechung dem Angegriffenen zugutehält, dass ihm im Regelfall zu wenig Zeit zur Verfügung steht, um den Sachverhalt vollständig zu erfassen. An der Geeignetheit fehlt es bei Mitteln, welche die angestrebte Verteidigung in keiner Weise fördern können. Kommen mehrere Handlungen in Frage, die in gleicher Weise geeignet sind, ist von diesen lediglich die mildeste erforderlich. Kann sich der Angegriffene somit beispielsweise sowohl durch das Verletzen als auch durch bloßes Bedrohen des Angreifers gleichermaßen verteidigen, ist nur das Bedrohen erforderlich. Sofern jedoch die Erfolgsaussichten des Bedrohens ungewiss sind, ist dies nicht gleichermaßen zur Abwehr geeignet wie das Verletzen. In diesem Fall ist daher das Verletzen erforderlich. Der Notwehrübende ist also nicht gehalten, zu seinen Lasten Risiken bei der Verteidigung einzugehen. Ebenso wenig ist er zur Flucht verpflichtet. Zwar handelt es sich hierbei um das für den Angreifer mildeste aller in Frage kommenden Mittel, allerdings stellt dies bereits begrifflich keine Verteidigung dar.
§ 32 StGB setzt anders als der rechtfertigende Notstand nach § 34 StGB keine Güterabwägung voraus. Aus diesem Grund entfällt die Erforderlichkeit der Notwehr nicht, wenn das durch die Ausübung des Notwehrrechts beeinträchtigte Gut des Angreifers einen höheren Stellenwert besitzt als das angegriffene Gut. So muss beispielsweise niemand eine Körper- oder Eigentumsverletzung hinnehmen, falls diese nur durch eine tödliche Abwehrhandlung verhindert werden kann.
Beim Einsatz besonders gefährlicher Verteidigungsmittel ist im Regelfall ein gestuftes Vorgehen erforderlich. Von Bedeutung ist dies etwa für den Schusswaffengebrauch: Zunächst muss der Angegriffene deren Gebrauch androhen, wenn ihm dies sinnvoll möglich ist.
Der Einsatz automatischer Schutzvorrichtungen, etwa Wachhunde und Selbstschussanlagen, kommt grundsätzlich als zulässige Ausübung des Notwehrrechts in Frage. Allerdings kann sich der Täter strafbar machen, wenn die Schutzvorrichtung einen Dritten schädigt, gegen den kein Notwehrrecht besteht. Wegen ihrer besonderen Gefährlichkeit ist eine Schutzvorrichtung im Regelfall nur erforderlich, wenn sie erkennbar ist oder auf sie hingewiesen wird.
Nicht erforderlich ist Notwehr, wenn der Angegriffene rechtzeitig staatliche Hilfe in Anspruch nehmen kann, die das bedrohte Gut ebenfalls effektiv schützen kann. Das Ausnahmerecht Notwehr ist daher gegenüber staatlicher Gewalt grundsätzlich subsidiär.

#### Gebotenheit der Notwehrhandlung
Damit die Notwehrhandlung gerechtfertigt ist, muss sie des Weiteren gemäß § 32 Absatz 1 StGB geboten sein. Das Merkmal der Gebotenheit dient der Berücksichtigung sozialethischer Wertungen bei der Frage nach der Rechtfertigung eines Verhaltens durch Notwehr. Es ergänzt damit das rein auf die tatsächlichen Umstände des Einzelfalls bezogene Merkmal der Erforderlichkeit. Die Frage, welche Aspekte die Gebotenheit beeinflussen und wie sie sich auswirken, zählt zu den größten Streitpunkten des Notwehrrechts.
Die Herleitung des Merkmals der Gebotenheit ist in der Rechtswissenschaft umstritten. Teilweise wird das Verhältnismäßigkeitsprinzip herangezogen, das für die Beurteilung hoheitlichen Handelns von großer Bedeutung ist, da der in Notwehr Handelnde eine Aufgabe wahrnimmt, die im Regelfall dem Staat zufällt. Andere argumentieren mit dem Verbot des Rechtsmissbrauchs. Wiederum andere erblicken den Grund der Beschränkung des Notwehrrechts im fehlenden Interesse an der Rechtsdurchsetzung.
Sofern eine Verteidigung nicht uneingeschränkt geboten ist, führt dies regelmäßig zur Beschränkung des Notwehrrechts dahingehend, dass der Kreis der potentiellen Notwehrhandlungen eingeschränkt wird. Hieraus folgt ein gestuftes Notwehrrecht: Zunächst muss der Angegriffene dem Angriff ausweichen. Ist dies nicht möglich, darf er Schutzwehr üben. Erst wenn auch dies nicht hinreichend schützen kann, darf er zu Trutzwehr übergehen. Je nach Einzelfall kann auch eine gewisse Hinnahme von Rechtsguteingriffen beim Verteidiger gefordert werden, sodass die Ausübung von Notwehr insgesamt ausscheidet.
Im Regelfall gilt eine Notwehrhandlung als geboten, da das Vorliegen der übrigen Voraussetzungen des § 32 StGB indiziert, dass ein schutzwürdiges Interesse an der Durchsetzung der Rechtsordnung besteht. Ausnahmsweise kann die Ausübung des Notwehrrechts allerdings sozialethisch missbilligt sein. In der Rechtswissenschaft sind mehrere Fallgruppen anerkannt, in denen eine sozialethische Missbilligung der Notwehr vorliegt.

##### Extremes Missverhältnis
Die Gebotenheit der Notwehr kann entfallen, wenn zwischen dem angegriffenen und dem verletzten Gut ein deutliches Missverhältnis besteht. Dies folgt daraus, dass eine deutlich unverhältnismäßige Reaktion den grundlegenden Geboten der Rechtsordnung widerspricht, insbesondere dem Prinzip der Verhältnismäßigkeit und dem Verbot des Rechtsmissbrauchs.
Ein extremes Missverhältnis kann beispielsweise bei der Drohung mit dem Tod zum Schutz eines Wegerechts vorliegen. Es liegt ebenfalls vor, wenn der Täter eine geringwertige Sache stiehlt (§ 242 StGB) und dies mit tödlichem Schusswaffengebrauch vereitelt wird. Die Schwelle zur Geringwertigkeit ist in der Rechtswissenschaft umstritten, einige Stimmen gehen in Anlehnung an § 243 Absatz 2, § 248a StGB von 50 € aus, andere von 100 € bis 200 €. Bereits der Diebstahl mittelwertiger Gegenstände darf nach herrschender Meinung jedoch auch mit einer tödlichen Abwehrhandlung vereitelt werden, sollten mildere Mittel (wie Warnschüsse oder Schüsse auf die Beine) nicht zum Erfolg geführt haben bzw. nicht zur Verfügung stehen. Der Bundesgerichtshof verneinte auch beispielsweise ein extremes Missverhältnis bei einer Tötung zur Abwehr einer Erpressung von 5000 DM. Das generelle Verbot zur Tötung von Menschen zum Schutz von Sachwerten, das in Art. 2 Absatz 2 der Europäischen Menschenrechtskonvention normiert ist, setzt der Gebotenheit der Notwehr nach vorherrschender Auffassung in der Rechtswissenschaft keine Grenzen, da sich die Vorschrift lediglich an Hoheitsträger richtet.

##### Angriffe von erkennbar schuldlos Handelnden
Der Gebrauch des Notwehrrechts kann weiterhin nicht geboten sein, wenn der Angriff von einer Person ausgeht, die erkennbar schuldlos handelt. So verhält es sich etwa, wenn der Angriff von einem Kind oder einem Volltrunkenen ausgeht oder sich der Angreifer in einem unvermeidbaren Verbotsirrtum (§ 17 StGB) befindet. In einem solchen Fall bedarf es des vollen Umfangs des weitreichenden Notwehrrechts nicht, um die Rechtsordnung zu schützen.

##### Angriff innerhalb einer engen persönlichen Beziehung
Weiterhin kann die Gebotenheit der Notwehr entfallen, wenn der Angriff innerhalb einer engen persönlichen Garantenbeziehung erfolgt. Solche bestehen etwa zwischen Ehegatten und Familiengehörigen. Die Einschränkung des Notwehrrechts wird für diese Fallgruppe aus der Pflicht zu besonderer Fürsorge hergeleitet. Der Umfang der Einschränkung des Notwehrrechts bemisst sich maßgeblich nach der Stärke der Verbundenheit der Beteiligten zueinander. Je zerrütteter eine Nähebeziehung ist, desto weniger besteht ein ethisches Bedürfnis nach der Einschränkung des Notwehrrechts.

##### Handeln von Hoheitsträgern, insbesondere Folter
Nach vorherrschender Auffassung können sich auch Hoheitsträger auf den Rechtfertigungsgrund der Notwehr berufen. Bei der Ausübung des Notwehrrechts unterliegen sie allerdings den spezifischen Schranken hoheitlichen Handelns. So müssen sie insbesondere die Wertungen des Grundgesetzes achten, welche die Gebotenheit der Notwehr beeinflussen.
Nicht geboten ist etwa die Durchführung von Folter, da sie die Menschenwürde des Angreifers verletzt (Art. 1 Absatz 1 GG) und durch § 136a Absatz 1 der Strafprozessordnung ausdrücklich verboten ist. Aus diesem Grund verneinte etwa das Landgericht Frankfurt am Main die Rechtfertigung durch Notwehr, als Polizisten dem Entführer Magnus Gäfgen Gewalt androhten, um den Aufenthaltsort eines entführten Kinds in Erfahrung zu bringen (siehe Daschner-Prozess).

##### Schwangerschaftsabbruch
Begeht eine Schwangere einen Schwangerschaftsabbruch unter den Voraussetzungen des § 218a Absatz 1 StGB, handelt sie zwar tatbestandslos, der Abbruch bleibt jedoch rechtswidrig. Daher stellt er einen gegenwärtigen rechtswidrigen Angriff auf die Leibesfrucht dar. Dürfte ein Dritter jedoch den Abbruch in Ausübung seines Notwehrrechts verhindern, gefährdete dies allerdings die Beratungslösung des Gesetzgebers. Deshalb ist eine solche Notwehrhandlung nicht geboten.

##### Notwehrprovokation
Ein Sonderfall liegt vor, wenn der Angegriffene die Notwehrlage in vorwerfbarer Weise mit herbeiführt, etwa durch Provokation des Angreifers. In diesem Fall spricht man von einer Notwehrprovokation (actio illicita in causa). In der Rechtswissenschaft besteht weitgehend Einigkeit darüber, dass dies zur Beschränkung des Notwehrrechts führt, wobei deren Art und Umfang äußerst strittig sind.

###### Grundsätze bei vorwerfbarer Provokation
Vorwerfbar handelt nicht bereits, wer leichtfertig an der Entstehung einer Gefahrenlage mitwirkt. Erforderlich ist zumindest ein rechtswidriges Vorverhalten, etwa in Form eines Hausfriedensbruchs (§ 123 StGB). Nach einer von der Rechtsprechung geteilten Ansicht liegt eine vorwerfbare Provokation darüber hinaus vor, wenn sich der Angegriffene in einer sozialethisch missbilligter Weise verhält. Dies nahm sie beispielsweise in einem Fall an, in dem der Angegriffene versuchte, den späteren Angreifer durch mehrfaches Öffnen eines Fensters aus einem Zugabteil zu vertreiben.
Nach vorherrschender Auffassung schließt die Notwehrprovokation das Notwehrrecht nicht aus, da allein das Vorliegen einer Provokation nicht dazu führen soll, dass man sich nicht mehr gegen gegenwärtige, rechtswidrige Angriffe zur Wehr setzen darf. Dies wird damit begründet, dass der provozierte Angreifer durch seinen Angriff eine eigenverantwortliche Selbstgefährdung begehe. Diese schließt eine objektive Zurechnung der Gefahrschaffung durch die Provokation des provozierenden Verteidigers aus. Nach vorherrschender Auffassung wird der Umfang des Notwehrrechts allerdings infolge der Provokation beschränkt: Vorrangig muss der Angegriffene im Fall einer vorwerfbaren Provokation ausweichen und darf erst jeweils subsidiär Schutzwehr und Trutzwehr üben. Eine Gegenauffassung zieht die Abwägungsmaßstäbe von § 228 BGB und § 34 StGB analog heran.
Dogmatisch wird die Beschränkung entweder über die Auslegung des Tatbestandsmerkmals der Gebotenheit oder im Rahmen des subjektiven Verteidigungswillens geprüft, welcher durch einen Angriffswillen so in den Hintergrund gedrängt wird, dass dieser nicht mehr berücksichtigungsfähig ist. Daneben wird im Schrifttum eine Strafbarkeit aus einer actio illicita in causa erörtert. Diese Rechtsfigur begründet ähnlich wie die actio libera in causa einen Strafvorwurf, indem sie nicht an die gerechtfertigte Verteidigungshandlung anknüpft, sondern an das Vorverhalten des Verteidigers. Hiernach kann das Mitverursachen der Situation, in der es zum Angriff kommt, einen Fahrlässigkeitsvorwurf auslösen. Tötet der Angegriffene etwa den Angreifer im Rahmen einer fahrlässig herbeigeführten Notlage, macht er sich der fahrlässigen Tötung (§ 222 StGB) schuldig. Rechtsprechung und herrschende Lehre stehen der actio illicita weitgehend ablehnend gegenüber, da sie eine nicht im Gesetz angelegte Ausweitung des Strafbarkeitsrisikos darstelle und daher gegen das Bestimmtheitsgebot verstoße (Art. 103 Absatz 2 GG).

###### Absichtsprovokation
Provoziert der später Angegriffene absichtlich oder zumindest wissentlich eine Notwehrlage, um den Angreifer in Ausübung des Notwehrrechts zu verletzen, entfällt die Gebotenheit der Notwehr wegen rechtsmissbräuchlichen Verhaltens. Dies hat zur Folge, dass der Angegriffene den Angriff dulden muss. Sofern der Provozierte allerdings in gefährlicherer als vom Angegriffenen erwarteter Weise angreift, kann ein abgestuftes Notwehrrecht bestehen, falls dem Provokateur nicht abverlangt werden kann, den Angriff auszuhalten.

###### Abwehrprovokation
Um Abwehrprovokation handelt es sich, wenn sich der später Angegriffene im Vorfeld mit gefährlichen Verteidigungsmitteln ausstattet, um einen Angriff abzuwehren. Nach vorherrschender Auffassung steht sie der Gebotenheit der Notwehr grundsätzlich nicht entgegen.

### Subjektives Rechtfertigungselement
Eine Rechtfertigung durch Notwehr setzt nach vorherrschender Auffassung schließlich voraus, dass der Angegriffene Kenntnis von den objektiven Voraussetzungen der Notwehr hat.

#### Herleitung des subjektiven Rechtfertigungselements
Die Erforderlichkeit des subjektiven Rechtfertigungselements ergibt sich aus den Worten um […] zu in § 32 Absatz 2 StGB. Zudem entspricht es der Stellung der Rechtfertigungsgründe im Verbrechensaufbau, das im Tatbestand enthaltene Unrecht vollständig auszuschließen. Der Tatbestand weist als Unrechtselemente zumindest im Bereich der Erfolgsdelikte Handlungs- und Erfolgsunrecht aus. Das bedeutet, dass sowohl in der eigentlichen Abwehrhandlung als auch im Erfolg der Handlung ein grundsätzlich strafbares Unrecht liegt. Daraus folgt, dass bei der Beurteilung der Notwehr sowohl Handlungs- als auch Erfolgsunrecht aufgehoben werden müssen, um die Strafbarkeit auszuschließen. Würde davon ausgegangen, dass es keines subjektiven Rechtfertigungselements bedarf, bliebe es häufig bei einer Strafbarkeit wegen untauglichen Versuchs. Der tatbestandliche Erfolg wäre zwar gerechtfertigt, nicht aber die ursächliche Handlung. Aus der Strafbarkeit des untauglichen Versuchs ergebe sich die Notwendigkeit des subjektiven Rechtfertigungselements. Nach dieser Auffassung handelt beispielsweise nicht gerechtfertigt, wer einen flüchtenden Dieb niederschlägt, ohne zu wissen, dass die Person ein flüchtender Dieb war, kann sich mangels Verteidigungswillen nicht strafbefreiend auf Notwehr berufen, wenngleich objektiv eine Notwehrsituation vorliegt.
Teilweise wird der Verteidigungswille für entbehrlich gehalten, da objektiv gesehen die Rechtsordnung verteidigt werde. Diese Ansicht wird jedoch überwiegend abgelehnt. Sie führt zu dem überraschenden Ergebnis, dass der mit feindlicher Gesinnung handelnde Täter gerechtfertigt wäre.

#### Anforderungen an das subjektive Rechtfertigungselement
Uneinheitlich wird in der Rechtswissenschaft beurteilt, welche Anforderungen an das subjektive Rechtfertigungselement zu stellen sind und welche Rechtsfolgen das Fehlen des subjektiven Rechtfertigungselements nach sich zieht.
Die Rechtsprechung sowie Teile der Literatur verlangen einen zielgerichteten Verteidigungswillen. Begründet wird das unter anderem mit dem Wortlaut des § 32 StGB, der mit der Verwendung des Wortes „um“ einen zielgerichteten Verteidigungswillen impliziere. Allerdings sei nicht erforderlich, dass der Wille zur Verteidigung das ausschlaggebende Motiv der Notwehrhandlung sei; es genüge, wenn er nicht völlig hinter den sonstigen Motiven zurücktritt.
Teile der Literatur weisen dieses Verständnis des subjektiven Notwehrelements zurück. Es ergäbe keinen Sinn, Verteidigungsabsicht zu fordern, für diese aber ausreichen zu lassen, dass sie nur nicht hinter anderen Motiven vollkommen zurücktrete. Praktisch sei damit das Erfordernis der Verteidigungsabsicht aufgegeben, denn das Fehlen lasse sich nie nachweisen. Daher seien alle fraglichen Fälle zugunsten desjenigen entschieden worden, der sich auf einen Rechtfertigungsgrund berief. Ferner wird argumentiert, dass beim Vorsatz Kenntnis der strafbarkeitsbegründenden objektiven Tatbestandsmerkmale ausreicht, um vorsätzliches Handeln zu bejahen. In Anbetracht der „Spiegelbildlichkeit“ von Tatbestand und Rechtfertigungsgründen könne daher bei der Rechtfertigung nicht mehr verlangt werden, als das Bewusstsein der Rechtfertigungslage.

#### Rechtsfolgen bei Fehlen des subjektiven Rechtfertigungselements
Rechtsprechung und ein Teil der Rechtslehre gehen davon aus, dass beim Fehlen des subjektiven Rechtfertigungselements aus vollendetem Delikt zu bestrafen ist. Sie argumentieren mit der Gesetzessystematik: Handele der Täter zwar objektiv gerechtfertigt, aber ohne subjektives Rechtfertigungselement, so befinde er sich in einem umgekehrten Erlaubnistatbestandsirrtum. Beim Erlaubnistatbestandsirrtum stellt sich der Täter irrtümlich Umstände vor, bei deren Vorliegen eine Rechtfertigung gegeben wäre. Fehlt ihm das subjektive Rechtfertigungselement, so geht er irrtümlich davon aus, dass rechtfertigende Umstände nicht gegeben sind. Nach vorherrschender Auffassung beurteilen sich die Rechtsfolgen des Irrtums nach § 16 StGB, sodass eine Strafbarkeit wegen eines Vorsatzdeliktes entfällt. Wenn nun aber die Unkenntnis einer tatsächlich nicht vorliegenden Rechtfertigungslage den Täter nicht belastet, so könne ihn umgekehrt die Unkenntnis einer tatsächlich objektiv gegebenen Rechtfertigungslage nicht entlasten.
Die überwiegende Ansicht in der Rechtslehre nimmt bei Fehlen des subjektiven Verteidigungselements lediglich eine Strafe aus Versuch an. Sie argumentiert damit, dass der Täter in solchen Fällen zwar eine rechtlich missbilligte Handlung vornimmt, ein rechtlich missbilligter Erfolg wegen der objektiven Rechtfertigungslage hingegen ausbleibt. Diese beschränkte Verwirklichung von Unrecht entspreche der Situation des Versuchs. Zudem sei es nicht richtig zu behaupten, dass der sich im Erlaubnistatbestandsirrtum befindliche Täter vollkommen entlastet werde. Es werde zwar seine rechtstreue Motivation insofern prämiert, als keine Vorsatzstrafbarkeit in Betracht komme. Der tatbestandliche Erfolg begründe aber unter Fahrlässigkeitsgesichtspunkten einen Ansatzpunkt für eine Strafbarkeit. Diese Differenzierung müsse konsequent auch im Umkehrschluss durchgehalten werden. Der objektiv gerechtfertigte Erfolg könne nicht strafbegründend in Ansatz gebracht werden, wenn das subjektive Rechtfertigungselement fehlt. Zwar bleibe die in die Tat umgesetzte rechtsfeindliche Betätigung; hier erscheine es jedoch systematisch vorzugswürdig, einen untauglichen Versuch anzunehmen, da der tatbestandliche Erfolg aufgrund objektiver Rechtfertigungslage nicht in rechtswidriger Weise herbeigeführt werden kann.

#### Putativnotwehr
Bei der Putativnotwehr handelt es sich um eine vermeintliche Notwehrlage (von latein. putare = glauben). Hierbei wähnt sich der Verteidigende irrtümlich einer Notwehrsituation ausgesetzt. Es handelt sich damit um einen Fall des Erlaubnistatbestandsirrtums. Nach vorherrschender Auffassung findet hierauf § 16 Absatz 1 Satz 1 StGB Anwendung, weshalb der Verteidiger ohne Vorsatz handelt und sich daher allenfalls wegen fahrlässigen Handelns strafbar macht.

## Notwehrexzess nach § 33 StGB
Liegen die Voraussetzungen für eine Rechtfertigung aus § 32 StGB grundsätzlich vor, werden dessen Grenzen aber überschritten, kann sich die Straflosigkeit des sich Verteidigenden noch aus § 33 StGB ergeben. Dies setzt das Vorliegen eines Notwehrexzesses voraus. Anerkannt ist in der Rechtswissenschaft, dass ein solcher in Frage kommt, wenn der Täter bei seiner Notwehrhandlung die Grenze der erforderlichen Verteidigung überschreitet (intensiver Notwehrexzess). Strittig ist, ob darüber hinaus ein Exzess auch dann in Frage kommt, wenn es am Merkmal der Gegenwärtigkeit des Angriffs fehlt (extensiver Notwehrexzess).

### Intensiver Notwehrexzess
Ein intensiver Notwehrexzess liegt vor, wenn bei bestehender Notwehrlage die Notwehrhandlung über die Erforderlichkeit der Abwehr eines gegenwärtigen rechtswidrigen Angriffs hinausgeht. Tötet der Verteidiger den Angreifer beispielsweise, obwohl er ihn bereits durch einen nicht lebensbedrohlichen Schlag hätte angriffsunfähig machen können, ist die Notwehrhandlung nicht erforderlich und die Abwehrmaßnahme nicht durch § 32 StGB gerechtfertigt. Allerdings kann nach herrschender Auffassung unter den gesetzlich vorgesehenen ein Entschuldigungsgrund mit der Rechtsfolge der Straflosigkeit gemäß § 33 StGB vorliegen, wenn die gesetzlich genannten Gründe der Notwehrüberschreitung (Verwirrung, Furcht, Schrecken) nachweislich sind. Die Gegenauffassung erkennt in einer Notwehrüberschreitung – bei Bejahung der Schuldfrage – lediglich einen persönlichen Strafausschließungsgrund. Nach beiden Ansichten ist im Sinne des § 29 StGB eine strafbare Teilnahme an der Exzesshandlung möglich. § 33 StGB knüpft an die asthenischen Affekte (Verwirrung, Furcht, Schrecken) an, wodurch sich Überschneidungen mit § 20 StGB (Schuldunfähigkeit) und den Rechtfertigungsirrtümern ergeben können. § 33 schließt nach der herrschenden Meinung jeden Schuldvorwurf aus (auch einen Fahrlässigkeitsschuldvorwurf), sodass § 33 StGB in diesen Fällen eine Spezialregelung und damit vorrangig zu prüfen ist.
Die Regelung des § 33 StGB soll zum einen der psychischen Ausnahmesituation gerecht werden, in der sich der Angegriffene infolge des Angriffs befindet. Zum anderen handelt der Verteidiger aus einem rechtlich gebilligten Motiv heraus, der Verteidigung seiner geschützten Rechtsgüter. Schließlich stellt das Handeln des Verteidigers eine vergleichsweise geringe Gefährdung des Rechtsfriedens dar, da er lediglich auf das rechtswidrige Handeln des Angreifers reagiert.
§ 33 StGB setzt einen der gesetzlich genannten asthenischen Affekte voraus: „Verwirrung“, „Furcht“ oder „Schrecken“. Zwischen der Exzesshandlung und dem Affekt muss ein innerer Zusammenhang bestehen, was aus dem Wortlaut „aus“ entnommen wird. Wird der Täter von sthenischen (kraftvollen) Affekten wie Wut, Zorn, Kampfeseifer, Eifer- oder Eigengeltungssucht zu einem intensiven Notwehrexzess hingerissen, haftet er grundsätzlich voll (als Täter). Auf der Ebene einer Strafzumessungsregel können allerdings Fälle sthenischer Affekte berücksichtigt werden. Handelt der Täter eines Totschlags etwa aus Zorn, kann dies zur Annahme eines minder schweren Falls führen (§ 213 StGB). Treffen asthenische und sthenische Affekte zusammen, steht dies der Anwendung von § 33 StGB nicht entgegen, wenn es sich um ein Motivbündel handelt, in dem die asthenischen Affekte keine völlig untergeordnete Rolle einnehmen.
Ein entschuldigtes Überschreiten der Notwehr im Sinne von § 33 StGB kommt im Fall der Absichtsprovokation nicht in Frage, da das Notwehrrecht in solchen Fällen entfällt. Bei lediglich fahrlässiger Notwehrprovokation ist § 33 StGB hingegen grundsätzlich anwendbar.
§ 33 StGB findet ähnlich wie § 32 StGB keine Anwendung, wenn zwischen dem Gut des Verteidigers und dem des Angreifers ein deutliches Missverhältnis besteht, da dies die Tat vorwerfbar macht.
Auf § 33 StGB kann sich nur berufen, wer auch einen Verteidigungswillen besessen hat und zur Angriffsabwehr motiviert war.

### Extensiver Notwehrexzess
Ein extensiver Notwehrexzess liegt vor, wenn der Verteidiger die zeitlichen Grenzen der Notwehr überschreitet, also zu einem Zeitpunkt handelt, in dem ein Angriff nicht mehr „gegenwärtig“ ist. So verhält es sich etwa, wenn der Angegriffene mit einer Pistole auf seinen Angreifer schießt, obwohl dieser bereits beim Anblick der Waffe seinen Angriff aufgegeben hat.
Nach herrschender Meinung findet § 33 StGB auf den extensiven Notwehrexzess keine Anwendung. Diese Auffassung setzt eine Notwehrlage voraus, die beim Fehlen des Merkmals der Gegenwärtigkeit des Angriffs nicht mehr gegeben ist. Folglich können auch die Grenzen der Notwehr nicht überschritten werden. Die ratio legis des § 33 StGB knüpft unmittelbar an die erfüllten Voraussetzungen des § 32 StGB an und bezieht lediglich die eng umschriebenen Affekte als Überschreitungstatbestand mit ein. Bei Vorliegen eines extensiven Notwehrexzess kann der Erlaubnistatbestandsirrtum wegen der irrigen Annahme einer (noch) bestehenden Notwehrlage einschlägig sein. Zumeist wird dann nicht aus Vorsatz bestraft, wobei eine Bestrafung aus einer Fahrlässigkeitstat möglich bleibt.
Eine Gegenauffassung wendet § 33 StGB hingegen auch auf den extensiven Notwehrexzess an, da die übersteigerte Verteidigung aus asthenischen Affekten auch dann die Vorwerfbarkeit der Tat entfallen lassen können.
Eine vermittelnde Meinung differenziert schließlich: Erfolgt die Verteidigung bereits, bevor ein Angriff vorliegt (Charakter der Trutzwehr), handelt es sich um einen „vorzeitigen“ extensiven Notwehrexzess. Hier greife § 33 StGB nicht ein, weil kein Angriff vorliege, der zu einem asthenischen Affekt führen könne. Der Zweck der Norm liefe ins Leere. Erfolgt die Verteidigung hingegen erst nach Abschluss des Angriffs, handelt es sich um einen „nachzeitigen“ extensiven Notwehrexzess. Hier entspreche die psychische Situation der des intensiven Notwehrexzesses, sodass eine gleiche Beurteilung geboten sei.

### Putativnotwehrexzess
Ein Putativnotwehrexzess liegt vor, wenn sich jemand irrtümlich einen Angriff vorstellt und mit seiner Verteidigungshandlung dabei die Grenzen der Verteidigung, die ihm bei bestehender Notwehrlage erlaubt gewesen wäre, aus Verwirrung, Furcht oder Schrecken überschreitet. § 33 StGB findet hierauf keine Anwendung, da dieser eine tatsächlich bestehende Notwehrlage voraussetzt. Die Rechtsnorm findet nach vorherrschender Auffassung auch keine analoge Anwendung, da es an der Vergleichbarkeit der Interessenlagen fehle.

## Voraussetzungen der Notwehr nach § 227 BGB
§ 227 BGB enthält ein parallel zu § 32 StGB strukturiertes Notwehrrecht, weshalb beide Vorschriften im Wesentlichen gleich ausgelegt werden. Wie § 32 StGB setzt § 227 BGB das Vorliegen einer Notwehrlage sowie einer erforderlichen und gebotenen Notwehrhandlung voraus. Zudem muss der Verteidiger nach vorherrschender Auffassung mit Verteidigungswillen handeln.